# Korzok
Korzok – wieś na zachodnim brzegu jeziora Tsomoriri, we wschodniej części Ladakhu, w Indiach.
Korzok jest największą wioską w rejonie doliny Rupshu. Znajduje się tu wybudowana w roku 1636 gompa o tej samej nazwie. Wioska jest jednym z nielicznych miejsc, w których osiedlili się nomadzi z plemienia Changpa. Korzok znajduje się na wysokości 4530 m n.p.m.